# 339

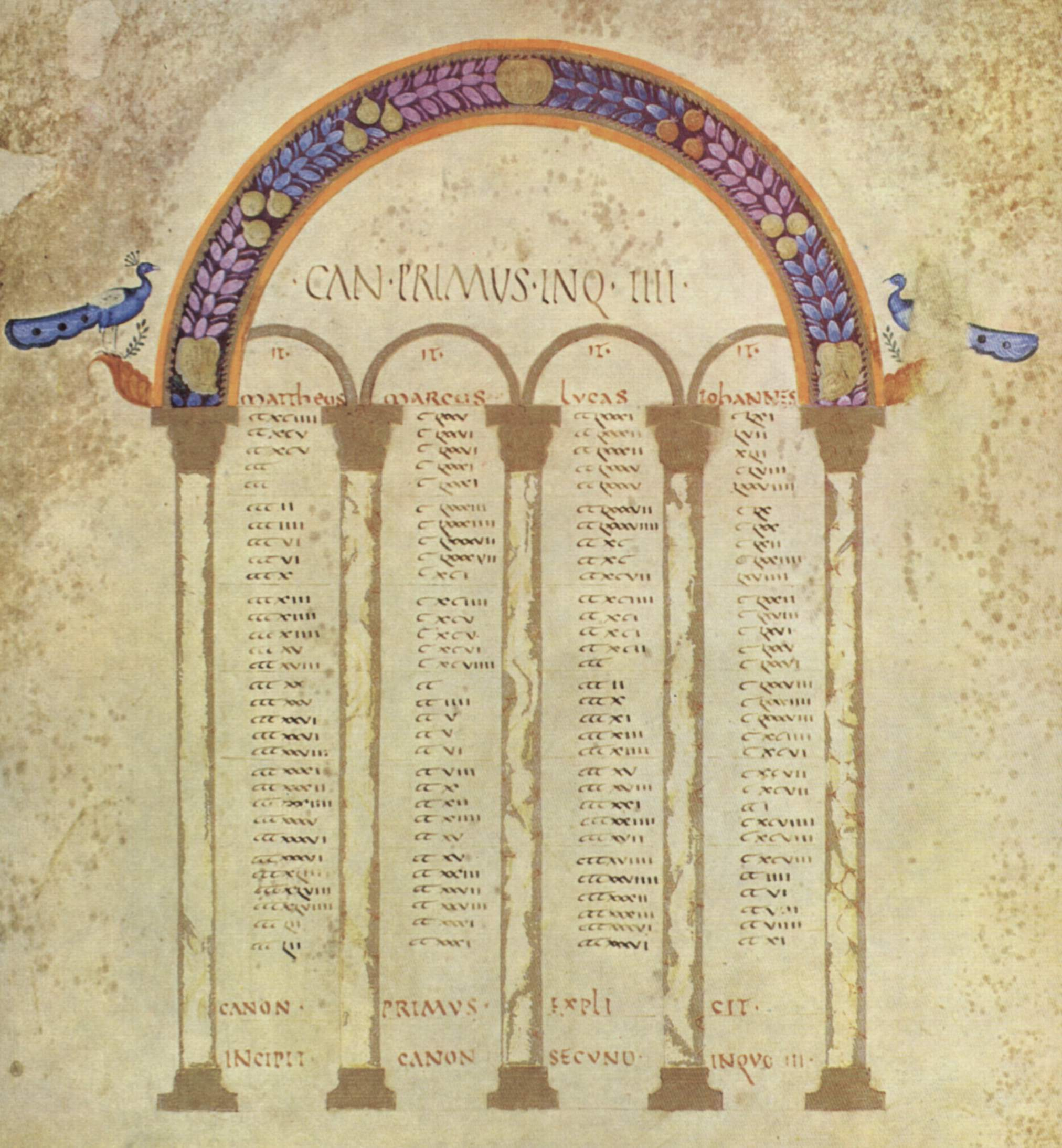
Canontabellen van Eusebius (6e eeuw)

Het jaar 339 is het 39e jaar in de 4e eeuw volgens de christelijke jaartelling.

## Gebeurtenissen

### Klein-Azië
- Keizer Constantius II vaardigt een decreet uit dat gemengde huwelijken met Joden en besnijdenissen van heidenen of christenen (slaven) bestraft zal worden met de doodstraf.

## Religie
- De Eusebianen komen bijeen in een concilie in Antiochië, waar Constantius II de winter doorbrengt.

## Geboren
- Ambrosius van Milaan, bisschop en kerkvader (overleden 397)

## Overleden
- Eusebius van Caesarea, bisschop en geleerde (waarschijnlijke datum)